# Reinaldo II, Conde da Borgonha
Reinaldo II (1061-1097) foi conde palatino da Borgonha de 1087 até sua morte.
Era filho de Guilherme I da Borgonha e de Estefânia.
Seu pai o instalou como conde de Mâcon, em 1078.
Por volta de 1085, casou com Regina de Oltingen, filha de Conone, conde de Oltingen, com quem teve seu único filho:
- Guilherme (1110-1127), seu sucessor.

Reinaldo se juntou à Primeira Cruzada deixando seu irmão Estêvão, conde de Mâcon, como regente do condado. Ele morreu em batalha na Palestina.